# Лябиоза
Лябио́за, или губастая колиза (лат. Colisa labiosa) — вид лабиринтовых рыб из семейства макроподовых (Osphronemidae). Относится к распространённым аквариумным рыбкам. Встречается в водоемах Бирмы и Северной Индии.

## Описание

### Внешний вид
В природе губастые колизы достигают 10 см, в аквариуме 7—8 см длиной.
Тело довольно высокое, овальной формы. Брюшные плавники видоизмененны в нити. Спинной плавник у взрослого самца заострен, у самки — округлый.
По внешнему виду напоминает лялиуса.

### Окрас
Общий тон серовато-зелёный с оливковым блеском, местами переходящий в черно-муаровые тона; Самка бледнее самца.
Передняя часть тела фиолетового цвета, задняя — синего, брюшко и нижняя часть головы сине-зелёные. Поперек тела проходят слабо выраженные красновато-оранжевые полосы. От рта через глаз посредине тела проходит тёмная полоса. У основания хвоста имеется тёмное пятно.
Грудные нитевидные плавники у самки голубоватого оттенка, в то время как у самцов они красноватые. Верхний плавник имеет оранжевую оторочку, нижний — жёлтую. На плавниках разбросаны красноватые точки.
Известны несколько вариантов окраски, полученных в результате селекции.

## Разведение в неволе
В Европу губастые гурами впервые завезены в 1904 г., в СССР были широко распространены до 1941 г. Вновь доставлены в СССР в 1950 г.
Лябиоза относительно нормально чувствует себя при комнатной температуре в необогреваемой воде и заметнее в общем аквариуме, чем другие лабиринтовые рыбы.
Содержание и разведение как у представителей рода Колиза.